# دانشگاه یورک (کانادا)
دانشگاه یورک (به انگلیسی: York University) (به فرانسوی: Université York) یک دانشگاه تحقیقاتی دولتی در تورنتو واقع در استان انتاریو کانادا است که در سال ۱۹۵۹ میلادی تأسیس شده‌است.
این دانشگاه سومین دانشگاه بزرگ کانادا، دومین مدرسه آموزش عالی بزرگ در انتاریو و پیشتاز در رشته‌های گوناگون دانشگاهی در کانادا است. یورک تقریباً ۵۵,۷۰۰ دانشجو، ۷٬۰۰۰ کارمند و ۳۲۵,۰۰۰ دانش‌آموخته در سراسر گیتی دارد. این دانشگاه دارای یازده دانشکده شامل دانشکده علوم مقدماتی و مطالعات پایه، دانشکده علوم و مهندسی، مدرسه کسب‌وکار شولیچ، دانشکده گلندن، دانشکده تربیت معلم، دانشکده هنر، دانشکده طراحی یورک/دانشکده شریدان، دانشکده بهداشت، دانشکده مطالعات محیط‌زیست و ۲۴ مرکز تحقیقاتی است.
چندین برنامه در دانشگاه یورک شناخت ویژه‌ای به صورت ملی و بین‌المللی کسب کرده‌اند. دانشگاه یورک همواره افتخار مشارکت در برنامه‌های فضایی کانادا را داشته‌است. دانشکده علوم و مهندسی یورک اولین دانشکده تحقیقاتی کانادایی است که در اکتشافات مریخ مشارکت دارد و طراحی بخشی از ابزار تحقیقات فضایی و برنامه‌های جاری ناسا را برعهده دارد. تنها برنامه مهندسی فضا در سراسر کشور کانادا در دانشگاه یورک ارائه می‌شود. 
دانشگاه یورک میزبان تقدیرنامه‌دارترین مدرسه فیلم کانادا میباشد که به عنوان یکی از بهترین‌ها در کانادا رتبه‌بندی شده و نرخ پذیرش مشابه مدرسه هنرهای سینمایی دانشگاه کالیفرنیای جنوبی و دانشکده هنرهای تیش می‌باشد. به علاوه، دانشکده حقوق اسکود هال دانشگاه یورک در رده چهارم بهترین دانشکده‌های حقوق کانادا و پشت سر دانشگاه تورنتو، مک‌گیل و دانشگاه بریتیش کلمبیا قرار گرفته است.
در رده‌بندی MBA تمام‌وقت اکونومیست در سال ۲۰۱۱، دانشکده کسب و کار شولیچ دانشگاه یورک رتبه نهم جهانی و رتبه اول را در کانادا به دست آورده است، همچنین در رده‌بندی برنامه‌های MBA توسط شبکه CNN اکسپانشن، دانشکده شولیک مدیریت در رتبه ۱۸ جهانی قرار گرفته و رتبه اول در کانادا را به خود اختصاص داده است.
علاوه بر این، در سال ۲۰۱۸، دانشکده کینزیولوژی و علوم بهداشتی دانشگاه یورک رتبه چهارم در کانادا را کسب نموده و به‌عنوان بیست‌وچهارمین دانشکده برتر جهان شناخته شده است.
در رتبه‌بندی دانشگاه‌های جهانی QS سال ۲۰۲۶ ، دانشگاه یورک در رده ٣٣٣ جهان قرار گرفته است.

## پردیس ها

### پردیس Keele
پردیس کیل پردیس اصلی دانشگاه یورک است که در شمال تورنتو و در مرز منطقه یورک واقع شده است.این پردیس میزبان بسیاری از دانشکده‌های دانشگاه یورک از جمله علوم انسانی، هنرهای زیبا، بازرگانی، حقوق، مطالعات منطقه‌ای، علوم و مهندسی، آموزش و پرورش و بهداشت میباشد. در مجموع، نزدیک به ۵۰,۰۰۰ دانشجو در پردیس کیل مشغول به تحصیل هستند. ایستگاه مترو دانشگاه یورک یک ایستگاه مترو شهر تورنتو در پردیس کیل واقع شده است. سایر زیرساخت‌های حمل و نقل واقع در پردیس کیل یا نزدیک آن، اتوبوس‌های دانشگاه یورک و ایستگاه سابق GO دانشگاه یورک را شامل می‌شوند.

### پردیس Glendon
دانشکده علوم انسانی و هنرهای لیبرال دو زبانه گلندون، پردیس مستقلی از دانشگاه یورک است. همچنین پردیس گلندون کتابخانه Leslie Frost را در خود جای داده است.

### پردیس Markham
در سال ۲۰۱۸، دانشگاه یورک اعلام کرد که قصد دارد یک پردیس سوم در شهر مارکهام احداث کند. دولت انتاریو با تأمین مالی بخشی از این پروژه موافقت کرد و این خبر توسط Doug Ford، نخست وزیر انتاریو، در تاریخ ۲۳ ژوئیه ۲۰۲۰ اعلام شد. پردیس Markham قرار است در ترم بهار ۲۰۲۴ افتتاح شود.

### سایر مکان‌ها
دانشکده محیط زیست و تغییر شهری - مرکز لیلین Meighen Wright به عنوان یک پردیس اکولوژیکی در کنار ذخیره‌گاه جنگلی Las Nubes در کاستاریکا معرفی شده است.
دانشکده بازرگانی شولیک یک پردیس مشترک با GMR School of Business در فرودگاه بین‌المللی Rajiv Gandhi در حیدرآباد، هند دارد.

## مشاهیر دانشگاه یورک
دانشگاه یورک بیش از ۲۰۰۰۰۰ فارغ‌التحصیل در قید حیات دارد. اگرچه تعداد زیادی از فارغ‌التحصیلان در انتاریو زندگی می‌کنند، با این وجود تعداد قابل توجهی در بریتیش کلمبیا، نوا اسکوشیا، آلبرتا، نیویورک و واشنگتن دی سی زندگی می‌کنند. دانشگاه یورک همچنین بیش از ۲۵۰۰۰ فارغ‌التحصیل خارج از کشور دارد.

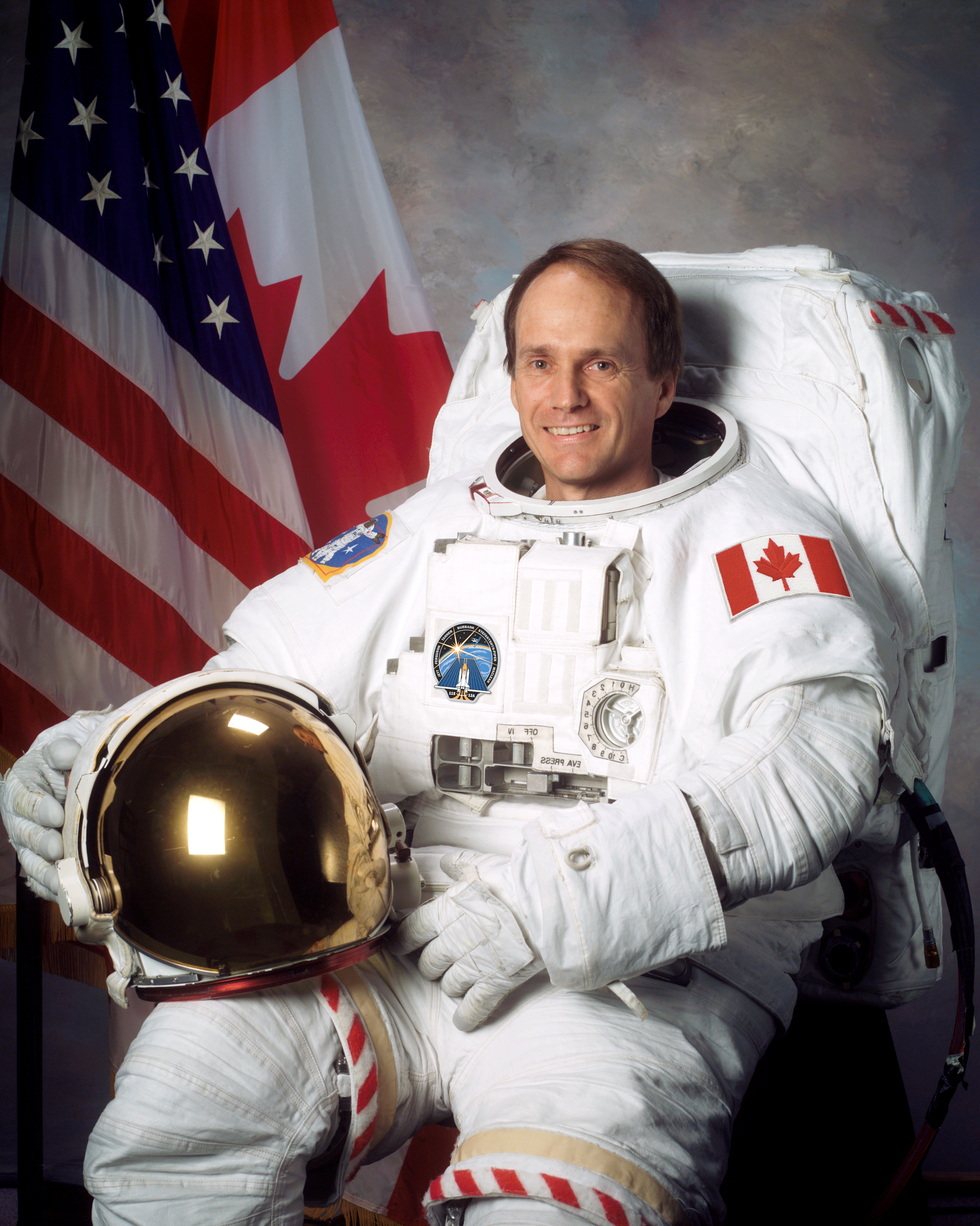
استیو مک‌لین
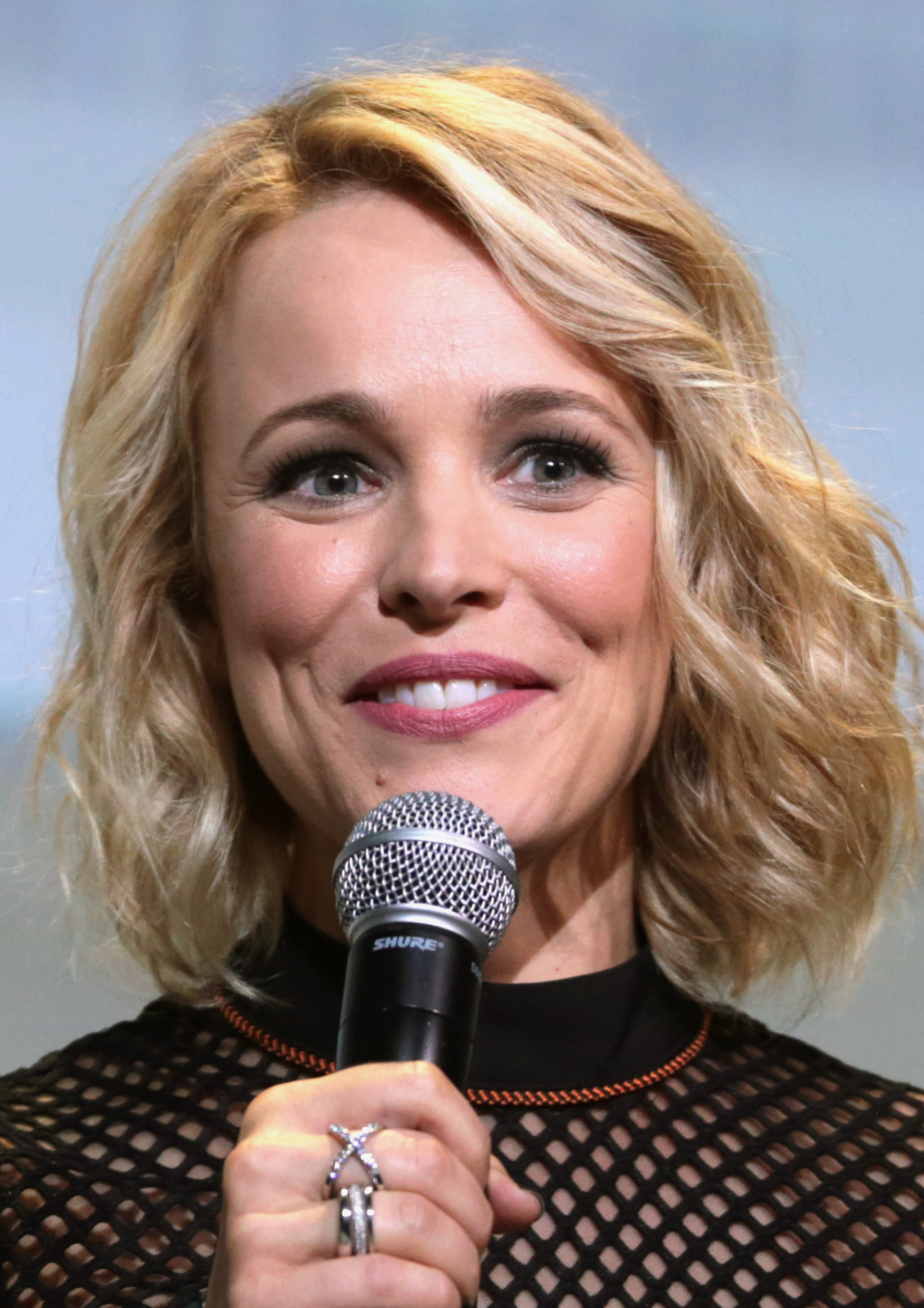
ریچل مک‌آدامز
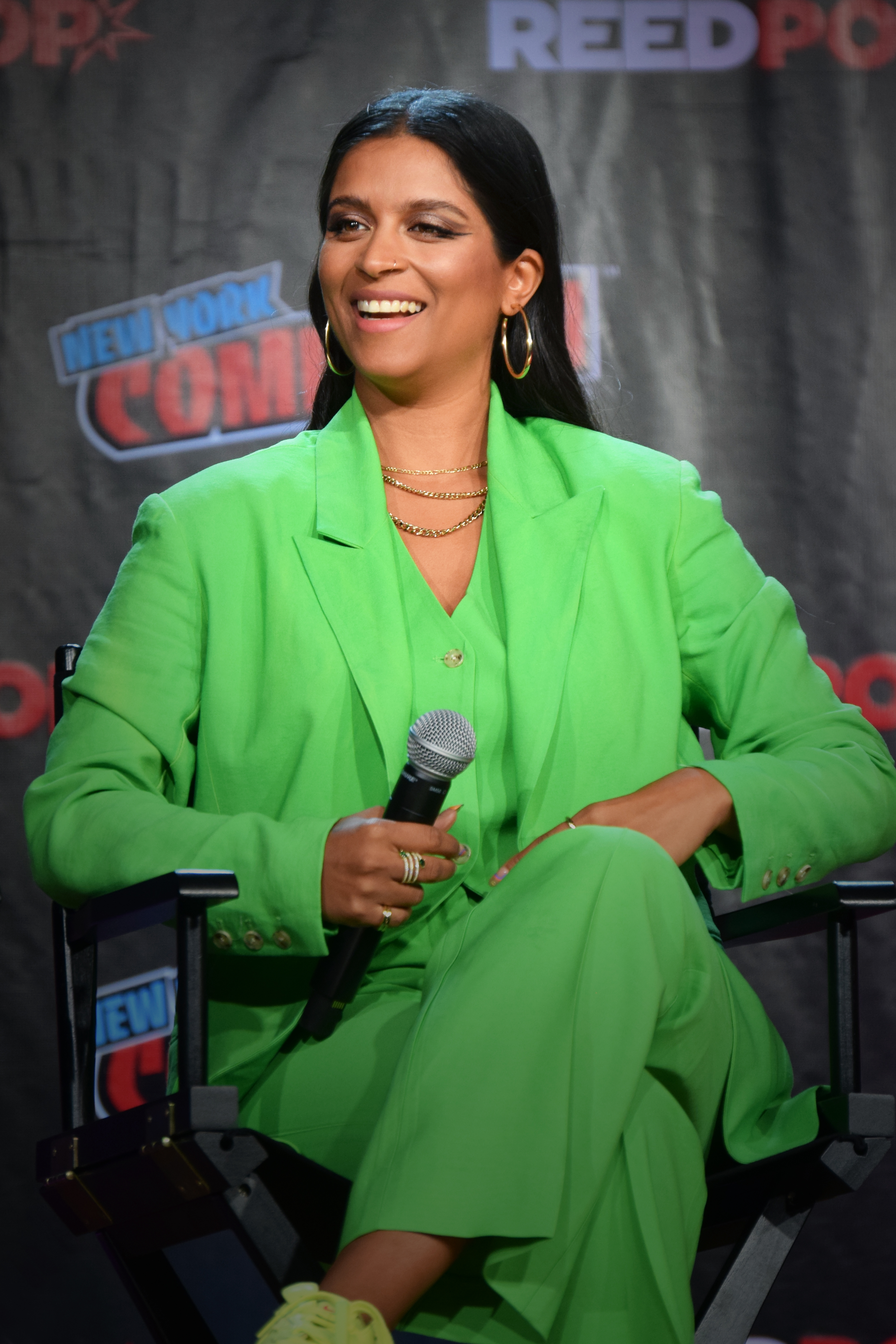
لیلی سینگ
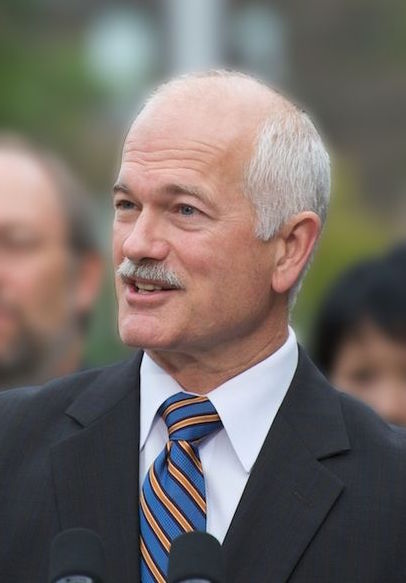
جک لايتون
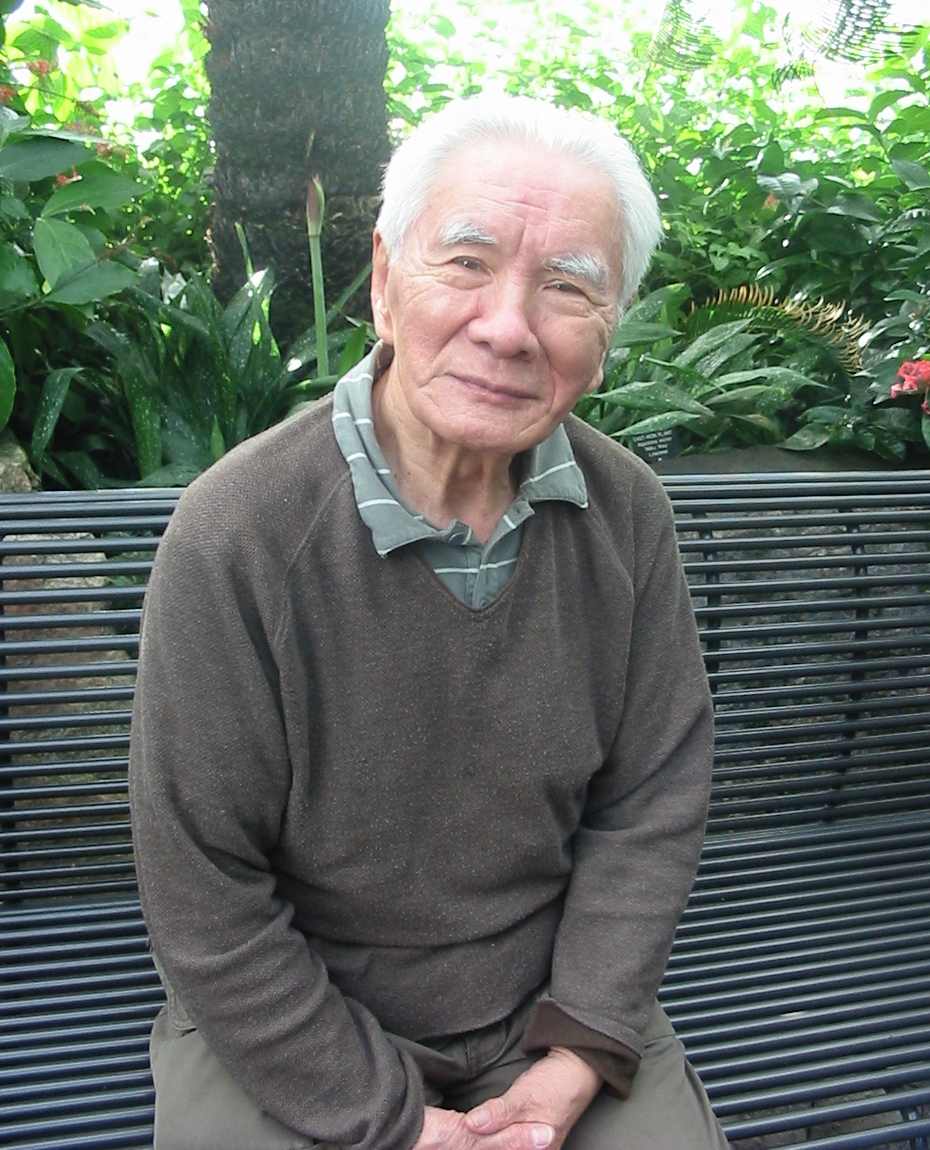
جروم چن
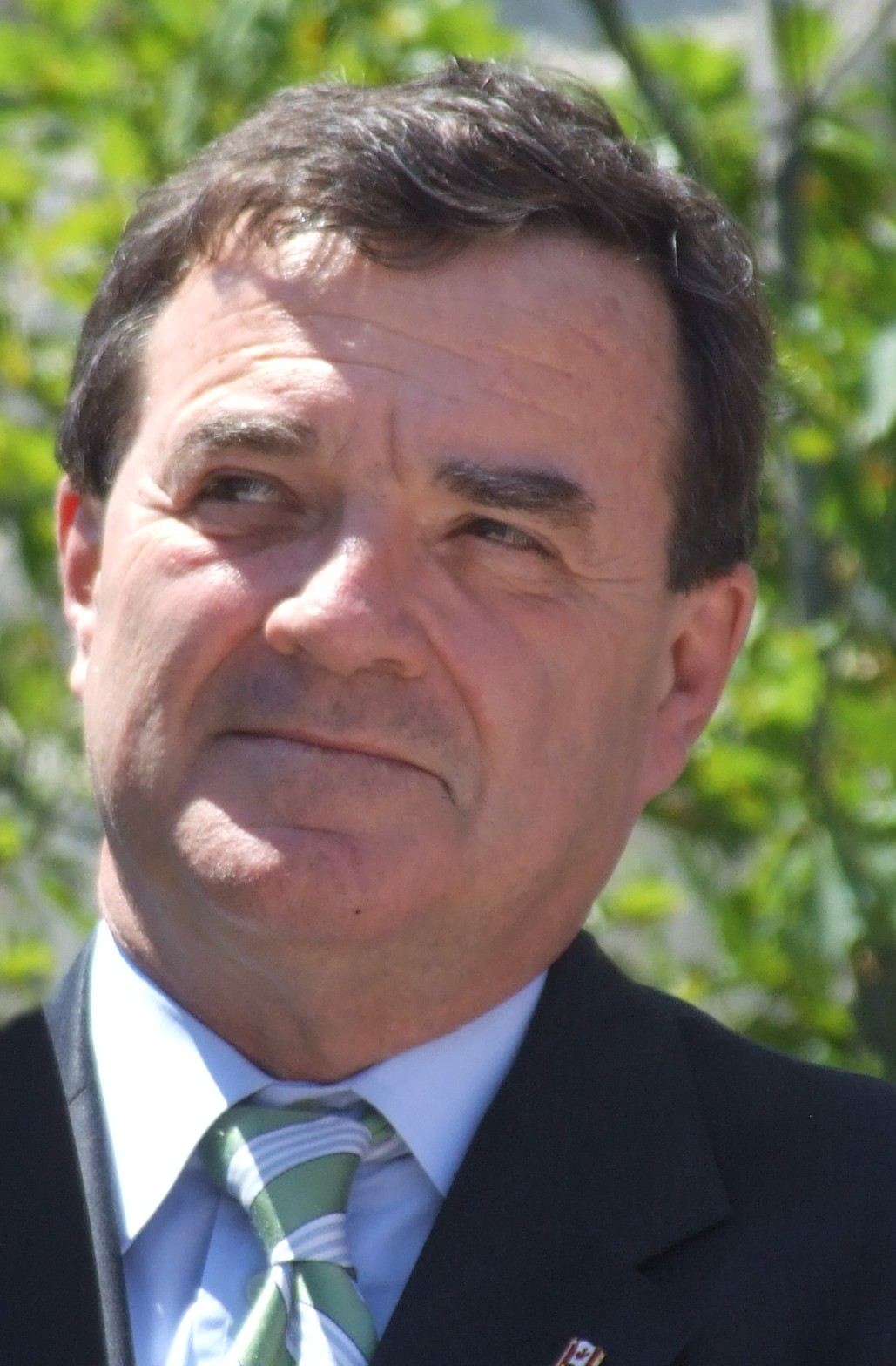
جیم فلهرتی
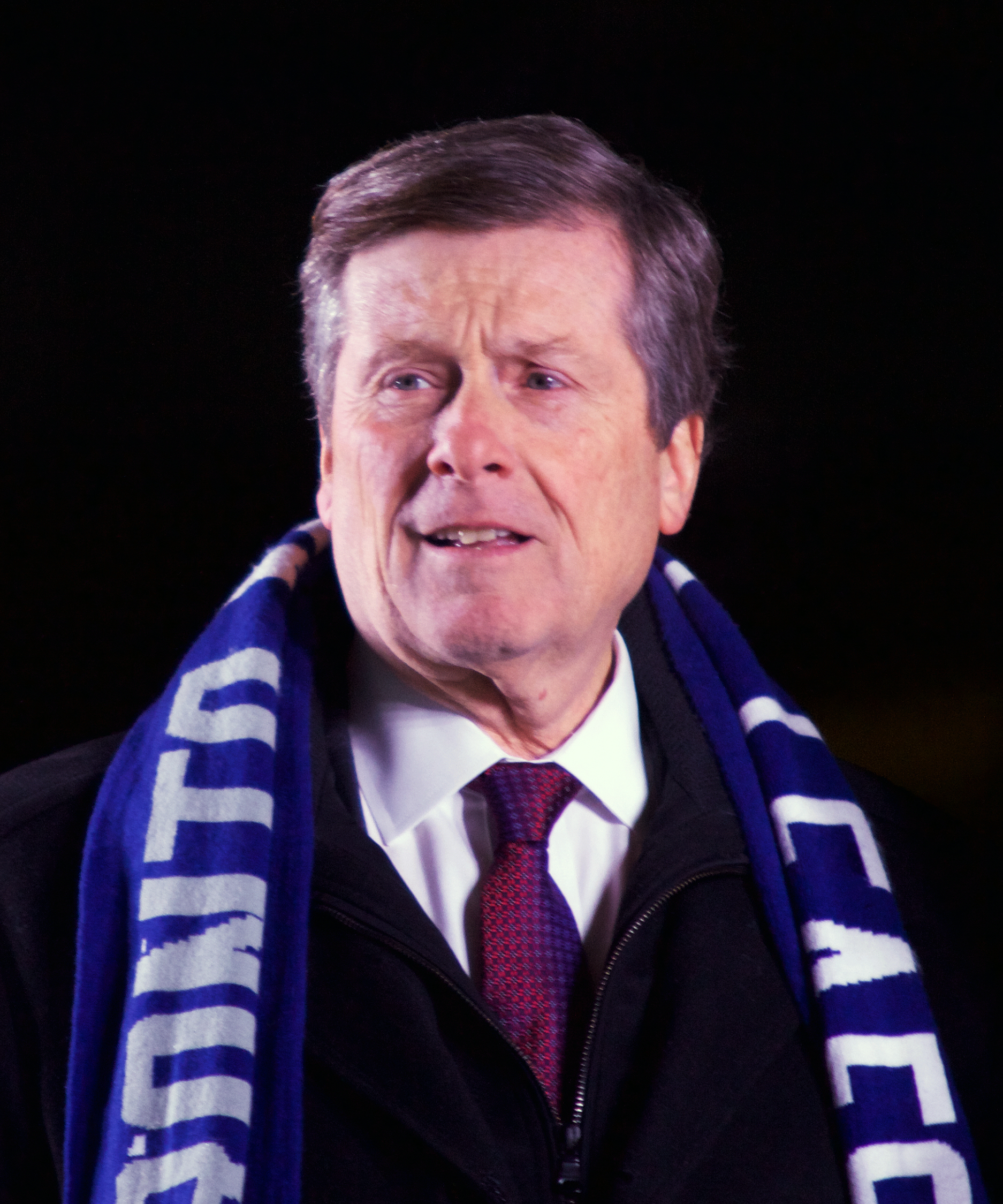
جان توری
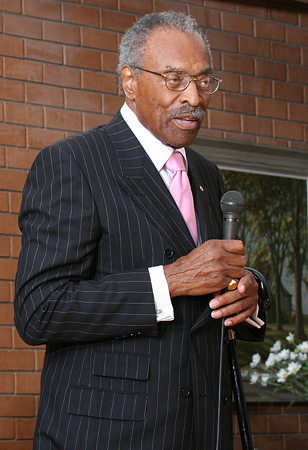
لینکلن الکساندر

## نگارخانه

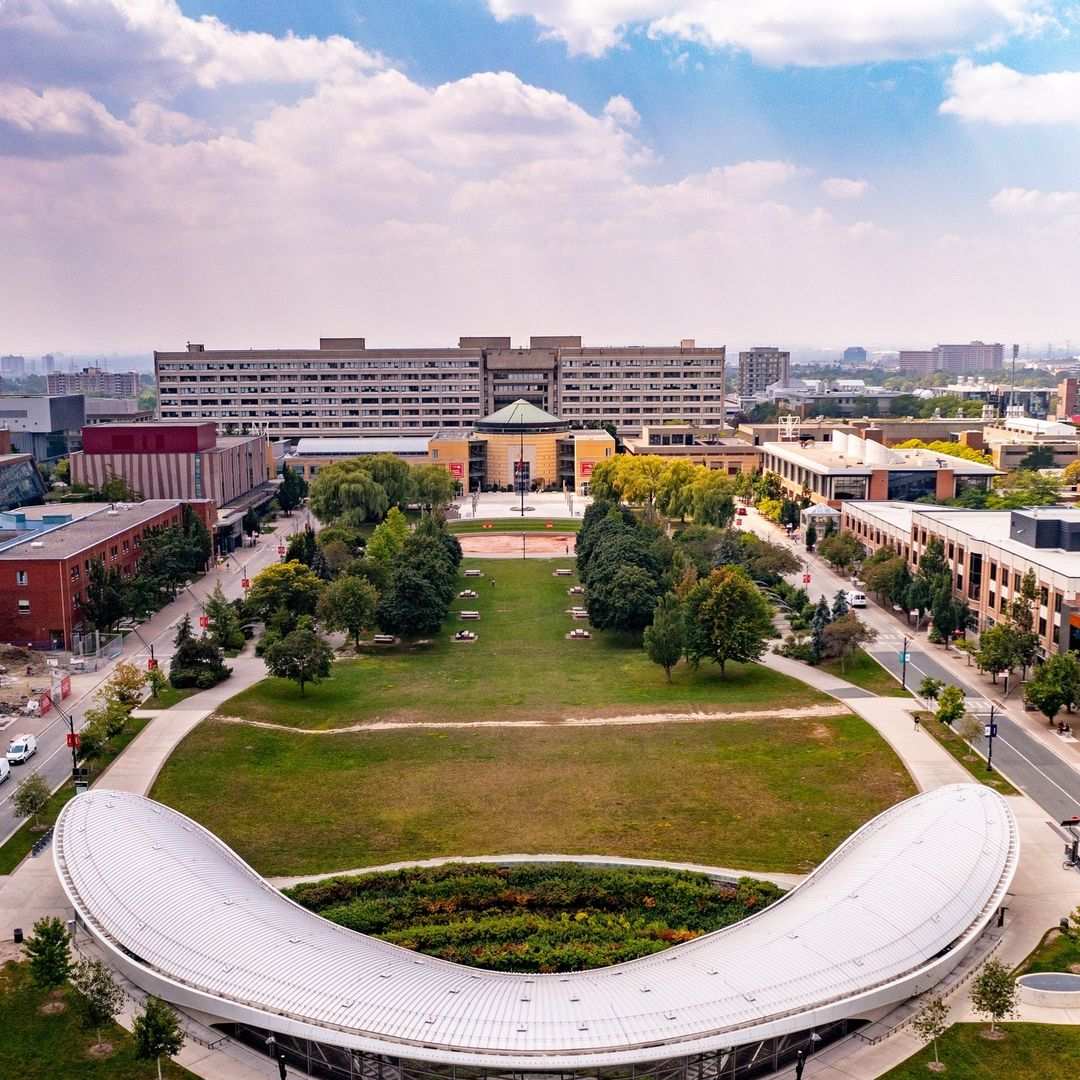
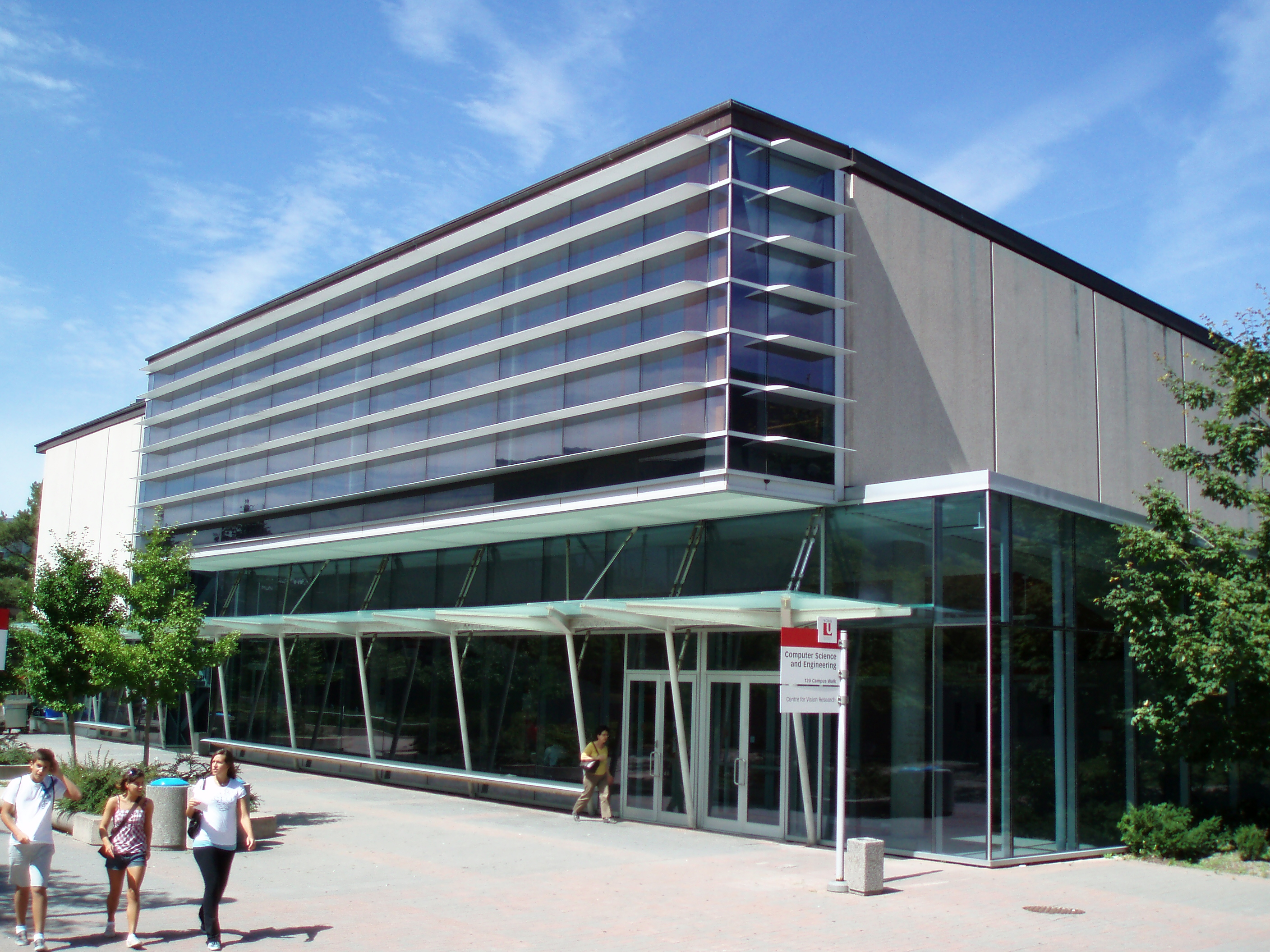
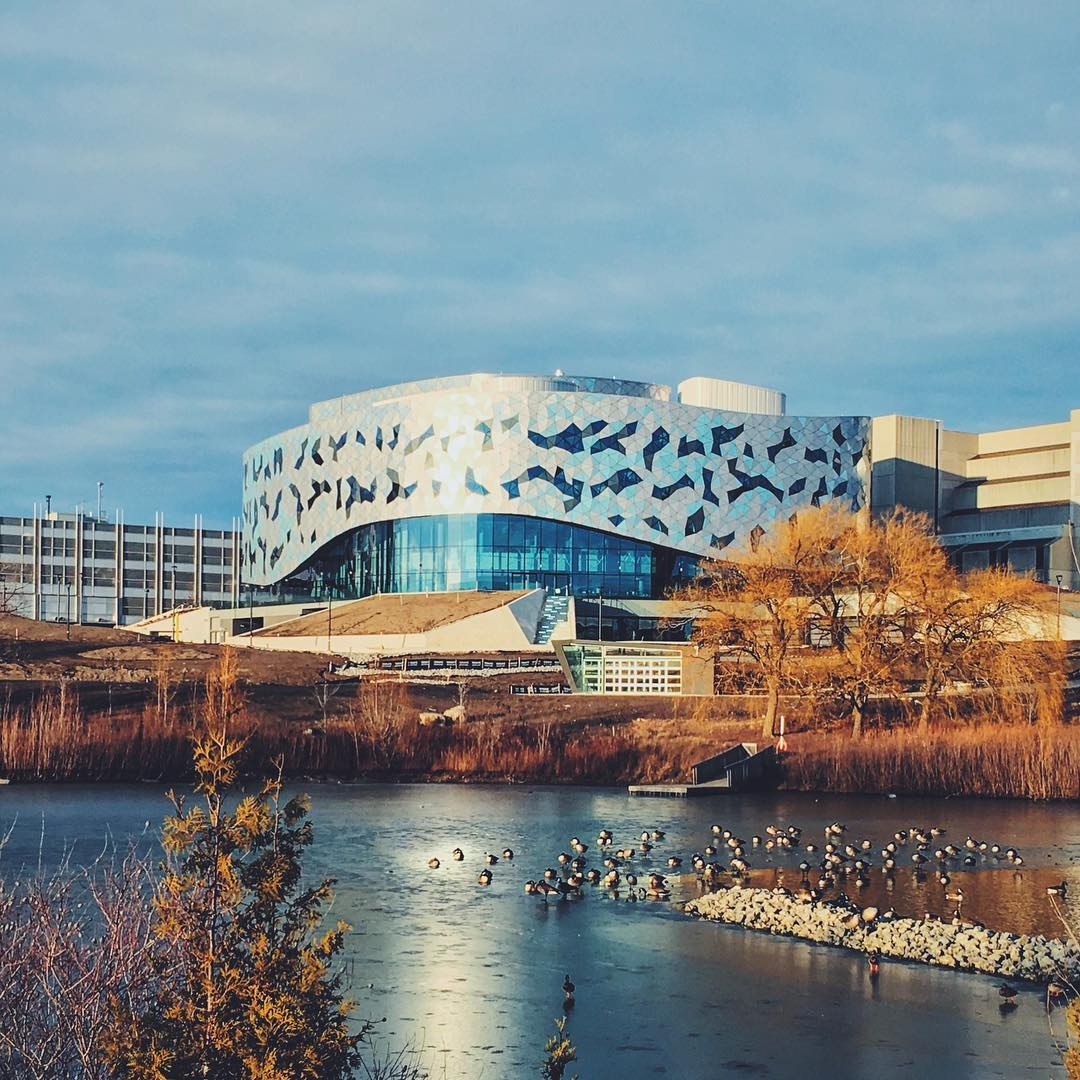
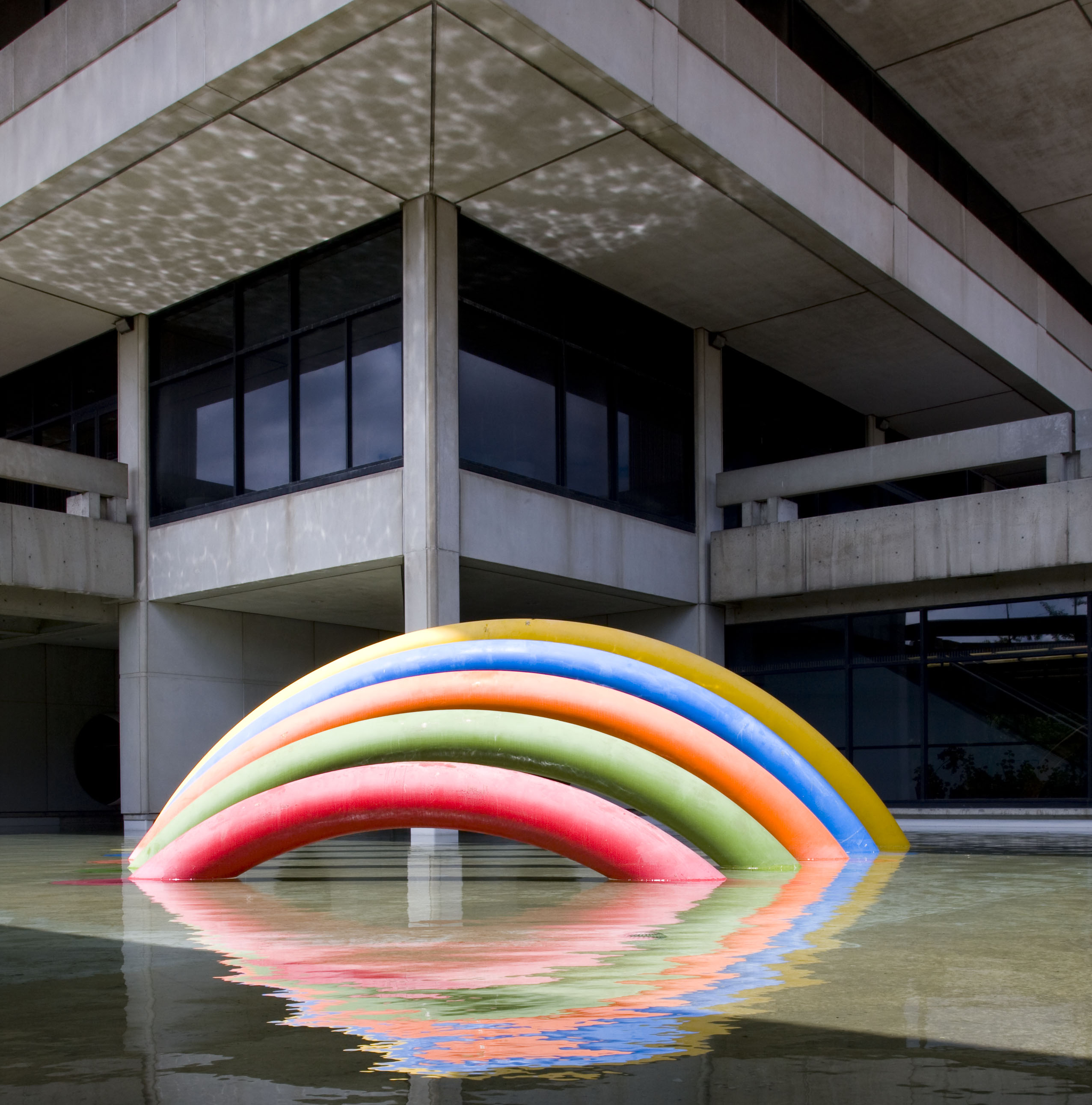
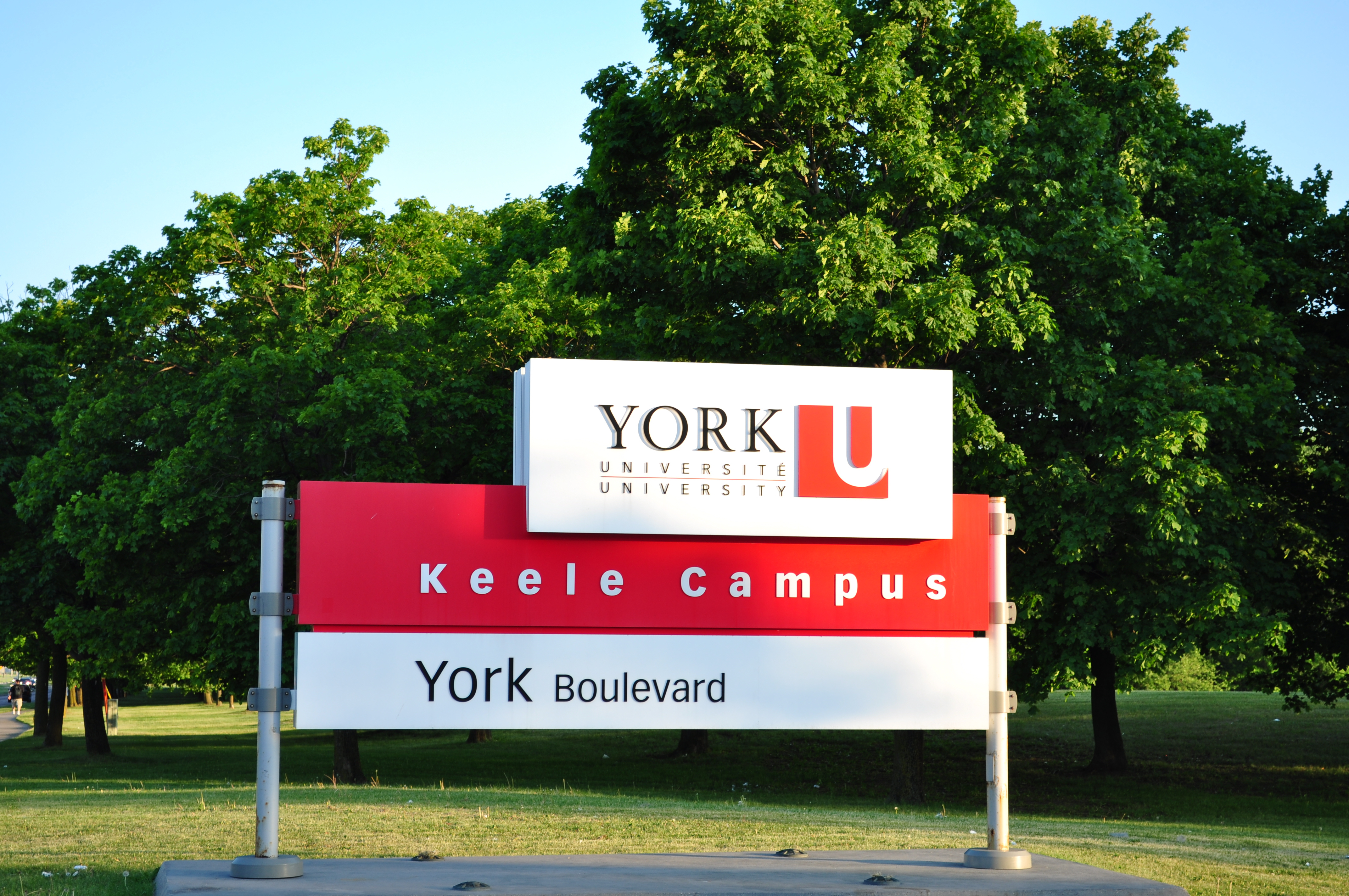
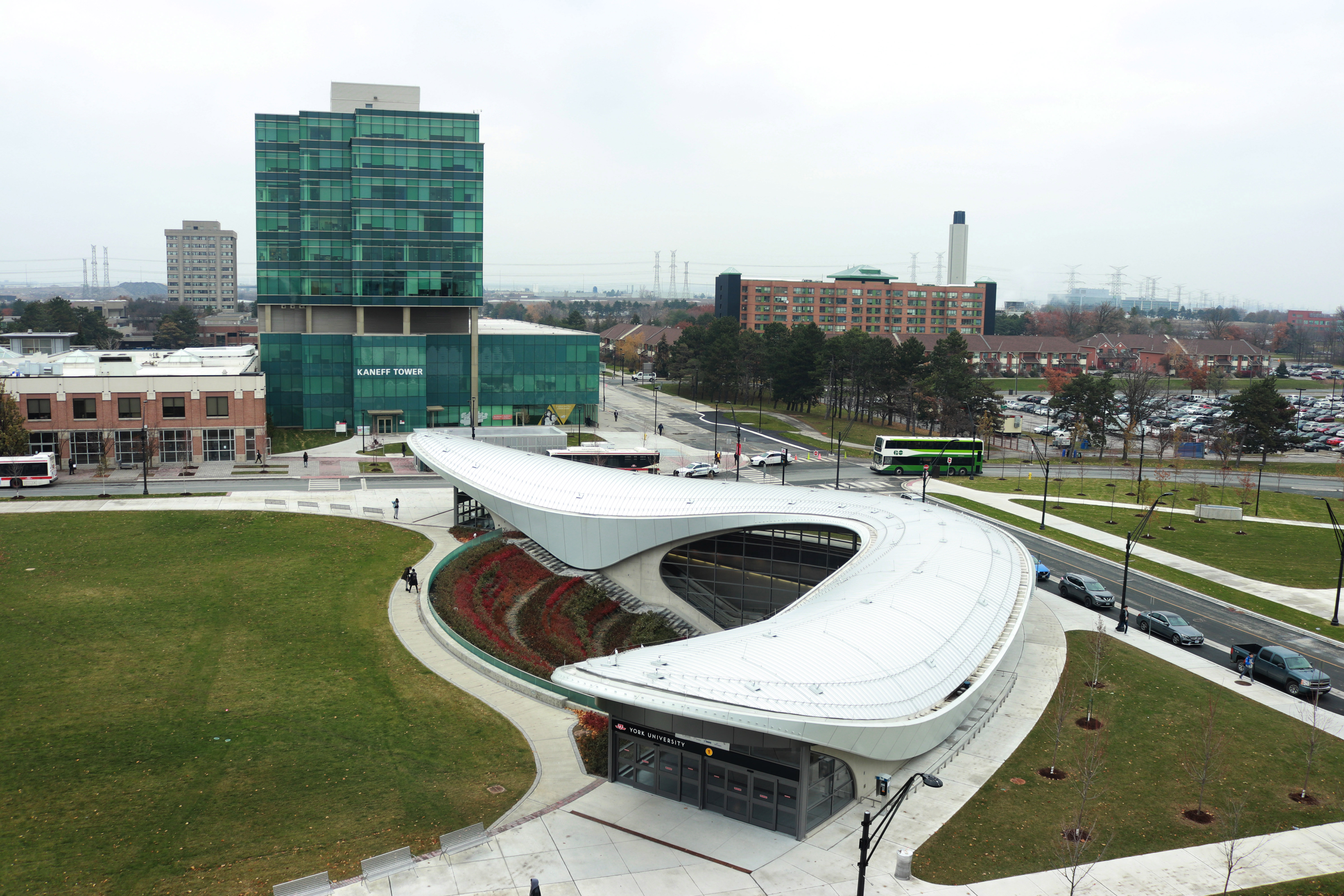
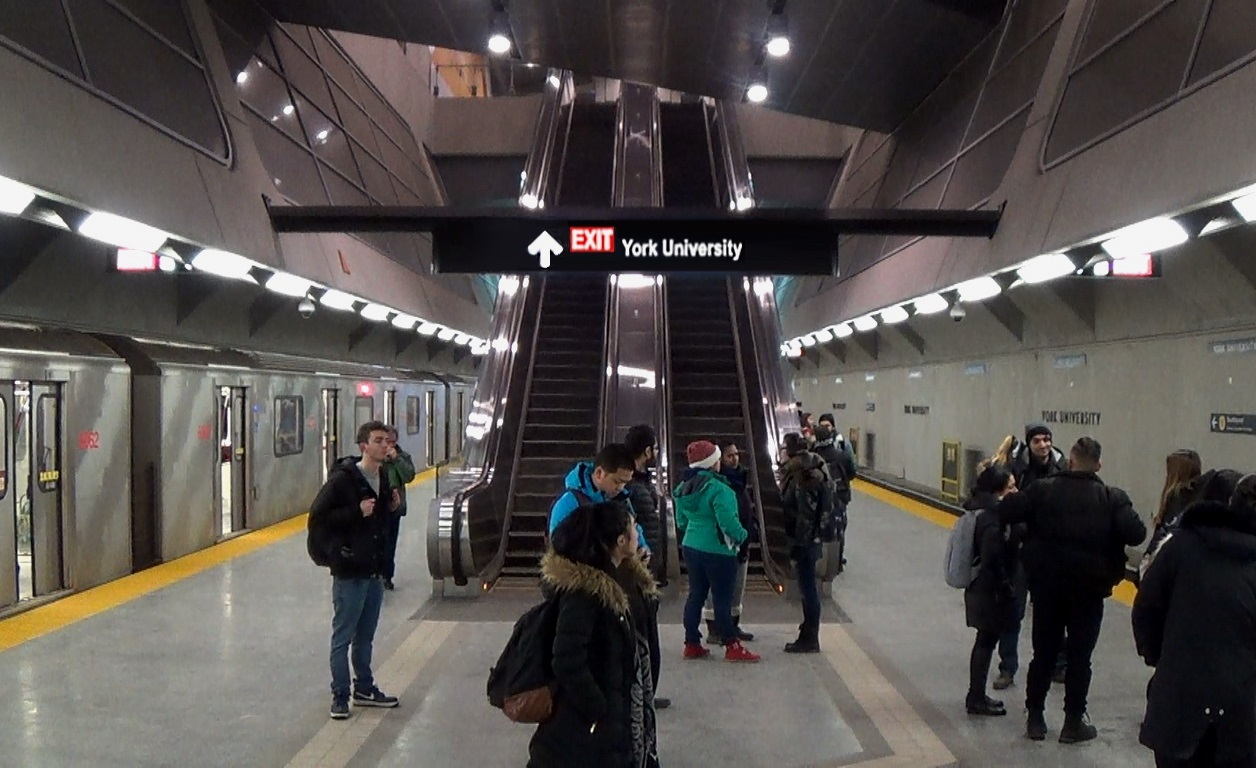
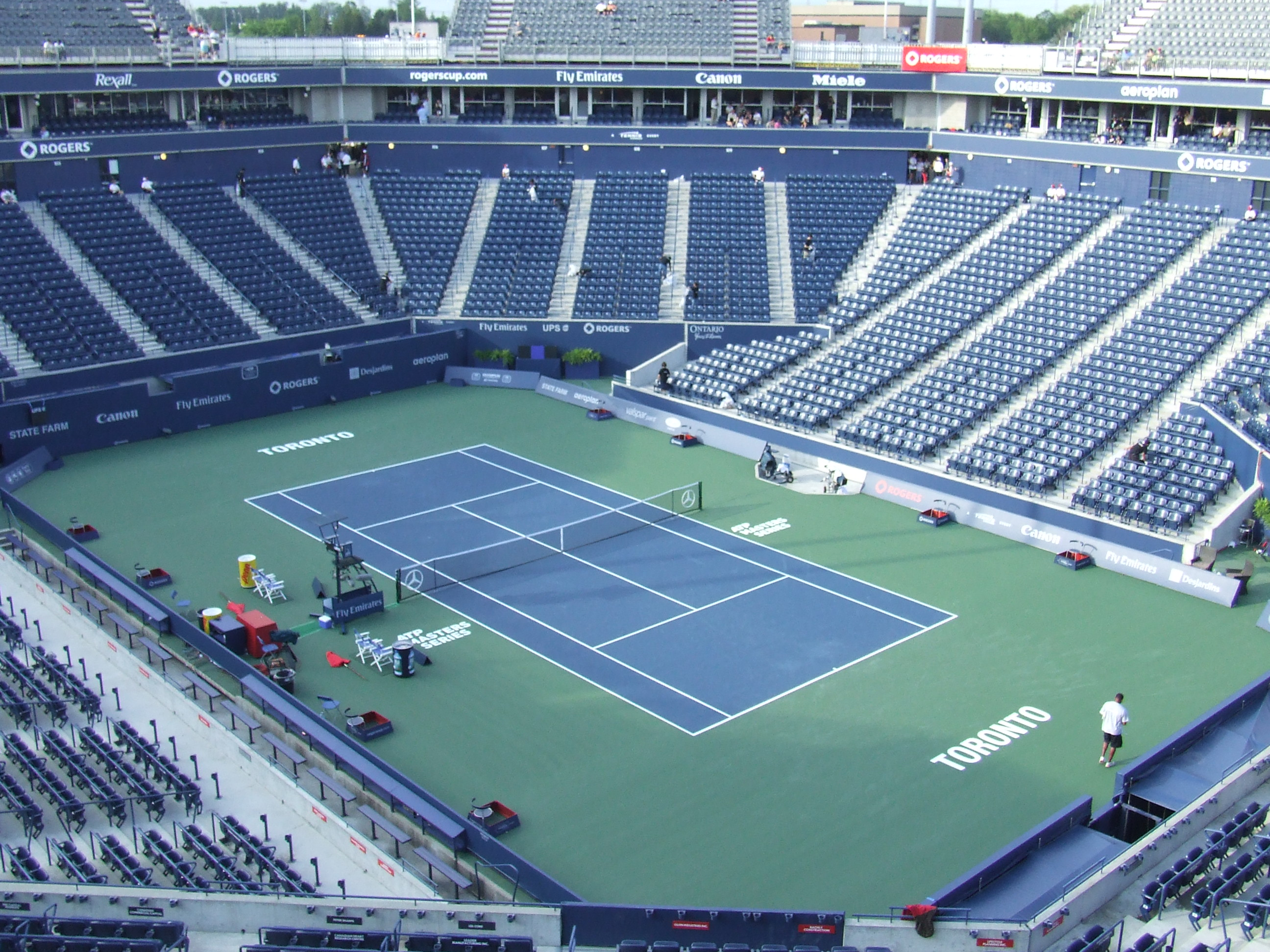